# Aglaope infausta
Aglaope infausta är en fjärilsart som beskrevs av Carl von Linné 1767. Aglaope infausta ingår i släktet Aglaope och familjen bastardsvärmare. Inga underarter finns listade i Catalogue of Life.

## Bildgalleri

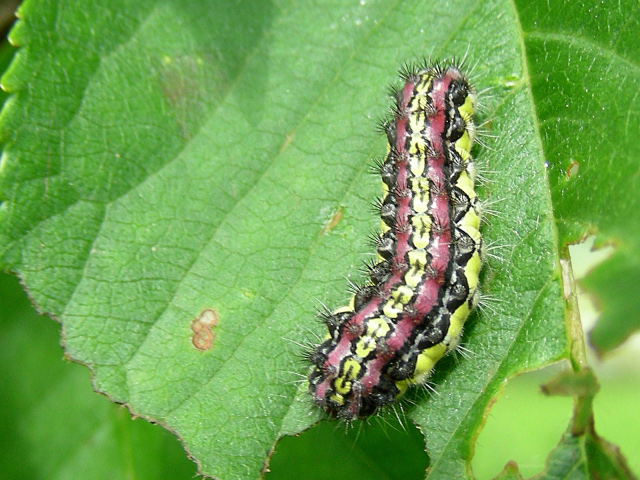
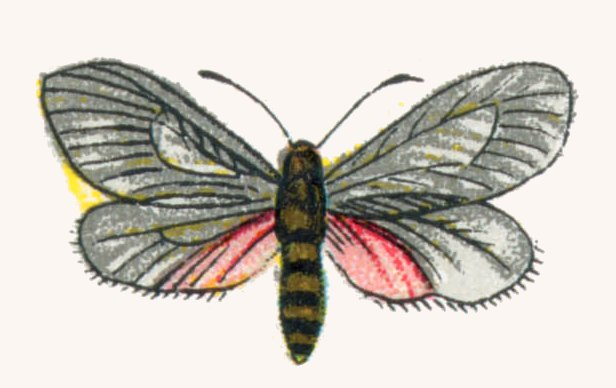